# Alba Fyre
Kayleigh Rae (née le 11 août 1992 à Paisley) est une catcheuse (lutteuse professionnelle) écossaise. Elle travaille actuellement à la World Wrestling Entertainment, dans la division SmackDown, sous le nom d'Alba Fyre.

## Biographie

### Total Nonstop Action Wrestling (2014-2015)
Ray fit une apparition pour la Total Nonstop Action Wrestling (TNA) lors de la deuxième saison de TNA British Boot Camp. Son premier match fut diffusé le 16 août, elle perdit lors d''un four-way match face à Nikki Storm incluant aussi Kasey Owens et Leah Owens. Le 6 septembre, elle, Al Snow, Grado, et Mark Andrews perdent contre Angelina Love, Dave Mastiff, Rampage Brown et Noam Dar. Le 7 décembre, elle fut révélée comme l'une des trois participants au British Boot Camp elle fut battue par Gail Kim. Andrews remporta le show et le contrat avec la TNA
Ray effectua deux autres apparitions à la TNA lors d'épisodes d'Impact au Royaume-Uni. La première fut une victoire avec Noam Dar contre Gail Kim et Rampage Brown le 29 janvier 2015, la deuxième fut une victoire avec  Andrews, Dar et Crazzy Steve contre Brown, Dave Mastiff, Madison Rayne, et Samuel Shaw.

### World Wrestling Entertainment (2015-2017)
Ray effectua ses débuts à la WWE lors d'enregistrements de NXT du 8 octobre 2015 perdant face à Nia Jax.
Elle effectua une apparition lors du Mae Young Classic en 2017, perdant face à Princesa Sugehit lors du premier tour le 13 juillet. La nuit suivante, elle fit équipe avec Jazzy Gabert et Tessa Blanchard battant Marti Belle, Santana Garrett et Sarah Logan.

### Defiant Wrestling (2017-2018)
Elle débute à la WhatCulture Pro Wrestling le 6 mars 2017 en perdant face la championne Bea Priestley. Le 13 mars, elle perd face à Viper. Le 3 juin, elle bat Viper.

#### WCPW Women's Champion et perte du titre (2017-2018)
Le 17 juin, lors du PPV WCPW Built To Destroy 2017, elle bat Viper qui remplaçait la championne Bea Priestley, et remporte le titre WCPW Women's. Le 2 octobre, lors du PPV WCPW Refuse To Lose 2017, elle bat Bea Priestley et conserve son titre. Le 19 octobre, elle perd un match par équipe mixte avec David Starr face à Mike Bailey et Veda Scott. Le 4 décembre, la WCPW se renomme Defiant Wrestling. Ce jour-là, Kay Lee Ray bat Veda Scott pour conserver son titre. Le 22 décembre, elle bat Little Miss Roxxy et conserve son titre.
Le 2 février 2018, elle remporte un Handicap Match face à Veda Scott et Little Miss Roxxy. Le 18 février, elle perd son titre face à Millie McKenzie. son règne aura duré 247 jours. Le 2 mars, elle affronte Sammii Jayne pour devenir la prochaine aspirante no 1 au titre de Millie McKenzie, mais ce match se finit en No Contest. Le 20 mars, lors du PPV Defiant Lights Out 2018, elle participe à un Triple Threat Match pour le titre féminin face à Sammii Jayne et Millie McKenzie, qui remportera ce match. Le 26 mars, elle perd face à Millie McKenzie, et ne remporte pas le titre. Le 28 avril, lors du PPV Defiant No Regrets 2018, elle participe au No Regrets Rumble, mais elle se fera éliminer par Joe Hendry. Ce match sera remporté par Martin Kirby. Durant le même show, elle perd un Last Woman Standing Match face à Millie McKenzie, et ne remporte pas le titre. Le 2 juin, lors du PPV Defiant Road To Destruction, elle fait équipe avec Chris Brookes pour battre Jimmy Havoc et Mark Haskins. Le 17 juin, lors du PPV Defiant Built To Destroy 2018, elle perd face à Jimmy Havoc, et ne remporte pas le titre Hardcore de la Defiant. Le 21 juillet, lors de la première partie du PPV Defiant Ringmaster Tournament, elle perd au premier round du tournoi du même nom face à TK Cooper. Le jpur d'après, lors de la deuxième partie du show, elle forme l'équipe The Filthy Kliq avec Stevie Boy pour combattre l'équipe Aussia Open (Kyle Fletcher & Mark Davis), mais ils perderont le match. Le 7 novembre, lors du PPV Defiant Refuse To Lose 2018, elle perd face à Lana Austin. Le 16 décembre, elle participe à un Gauntlet Match pour le titre féminin, mais sera éliminée en première par Millie McKenzie. Ce match sera remporté par Kanji, qui deviendra la nouvelle championne.

### World of Sport (2018-2019)
Le 5 mai 2018 lors de World of Sport Wrestling, Ray remporta le vacant WOS Women's Championship lors d'un three-way match contre Bea Priestley et Viper. Elle conserva le titre lors d'épisodes de WSP, lors d'une battle royal et au cours de matchs contre Viper. Le 19 janvier 2019, elle perd le titre face à Viper.

### Retour à la World Wrestling Entertainment (2019-...)

#### Retour àNXT UKet championne deNXT UK(2019-2021)
Le 22 février 2019 à NXT UK, elle fait ses débuts en tant que Heel, dispute son premier match et bat Candy Floss. Le 27 février, elle signe officiellement avec la World Wrestling Entertainment.
Le 31 août à NXT UK TakeOver: Cardiff, elle devient la nouvelle championne de NXT UK en battant Toni Storm, remporte le titre pour la première fois de sa carrière et son premier titre personnel.
Le 12 janvier 2020 à NXT UK TakeOver: Blackpool II, elle conserve son titre en battant sa même adversaire et Piper Niven dans un Triple Threat match.
Le 10 juin 2021 à NXT UK, elle ne conserve pas sa ceinture, battue par Meiko Satomura, ce qui met fin à un règne de 649 jours.

#### NXTet championne par équipes deNXTavec Isla Dawn (2021-2023)
Le 22 août à NXT TakeOver: 36, après la conservation du titre féminin de NXT de Raquel González sur Dakota Kai dans un Ladder match, elle fait ses débuts dans le show jaune en tant que Face et confronte la championne. Deux soirs plus tard à NXT, elle dispute son premier match et bat Valentina Feroz.
Le 5 décembre à NXT WarGames, Cora Jade, Io Shirai, Raquel González et elle battent Dakota Kai et Toxic Attraction (Mandy Rose, Gigi Dolin et Jacy Jayne) dans un Women's WarGames match.
Le 2 avril 2022 à NXT TakeOver: Stand & Deliver, elle ne remporte pas le titre féminin de NXT, battue par la leader de Toxic Attraction dans un Fatal 4-Way match, qui inclut également Cora Jade et Io Shirai. Le 26 avril à NXT, elle fait une promo et change de nom pour Alba Fyre.
Le 31 janvier 2023 à NXT, elle effectue un Heel Turn et forme officiellement une alliance avec Isla Dawn, où cette dernière fait une promo pour lui proposer de la rejoindre.
Le 1er avril à NXT Stand & Deliver, les deux catcheuses deviennent les nouvelles championnes par équipes de NXT en battant Fallon Henley et Kiana James et remportent les titres pour la première fois de leurs carrières.

#### Draft àSmackDown,Rawet championne par équipes (2023-...)
Le 28 avril à SmackDown, lors du Draft, elles sont annoncées être officiellement transférées au show bleu par Road Dogg. Le 23 juin à SmackDown, elles ne conservent pas leurs ceintures, battues par Ronda Rousey et Shayna Baszler par soumission, ce qui met fin à un règne de 83 jours.
Le 26 avril 2024 à SmackDown, lors du Draft, elles sont annoncées être officiellement transférées à Raw. Le 15 juin à Clash at the Castle, elles deviennent les nouvelles championnes par équipes en battant Shayna Baszler et Zoey Stark, Jade Cargill et Bianca Belair dans un Triple Threat Tag Team match et remportent les titres pour la première fois de leurs carrières.
Le 31 août à Bash in Berlin, elles ne conservent pas leurs ceintures, battues par leurs mêmes secondes adversaires dans un match revanche, ce qui met fin à un règne de 77 jours.

### Vie privée
Elle est actuellement en couple et mariée avec le catcheur indépendant Stephen Kerr, également connu sous le nom de Stevie Boy (en).

## Palmarès
- Defiant Wrestling
  - 1 fois Defiant Women's Champion

Insane Championship Wrestling
- - 1 fois Fierce Females/Scottish Women's Champion (première)
  - 3 fois ICW Women's Champion
- Pro-Wrestling: EVE
  - 1 fois Pro-Wrestling: EVE Champion
- Shimmer Women Athletes
  - ChickFight Tournament (2015)
- Southside Wrestling Entertainment
  - 3 fois Queen of Southside Champion
  - 1 fois SWE Speed King Champion
- World of Sport Wrestling
  - 1 fois WOS Women's Champion (première)
- World Wrestling Entertainment
  - 1 fois championne de la NXT UK
  - Women's dusty rhodes tag team classic (2022) avec Io Shirai
  - 1 fois championne par équipe de la NXT - avec Isla Dawn
  - 1 fois Championne par équipes de la WWE - avec Isla Dawn

## Récompenses de magazines
- Pro Wrestling Illustrated
  - Top 50 Females

| Année | 2015 | 2016 | 2017 | 2018 | 2019 | 2020 | 2021 |
| ----- | ---- | ---- | ---- | ---- | ---- | ---- | ---- |
| Rang  | 36   | 28   | 29   | 81   | 47   | 18   | 17   |

## Vie privée
Elle est actuellement en couple et mariée avec le catcheur indépendant Stephen Kerr, également connu sous le nom de Stevie Boy Xavier.